# Vlasta Depetrisová
Vlasta Depetrisová (Pilsen; 22 de diciembre de 1920-ídem; 23 de octubre de 2003) fue una jugadora profesional de tenis de mesa checoslovaca, campeona del mundo en 1939.
Depetrisova también ganó varias medallas en el Mundial por equipos, con su compañera de equipo la también checoslovaca Vera Votrubcova.